# 홍콩 반환
홍콩 반환(香港返還)은 영국이 1997년 7월 1일에 청나라 영토였던 홍콩을 중화인민공화국에게 반환한 일이다. 홍콩 이양 이후 홍콩 특별행정구 정부가 성립되고, 행정 장관이 취임했다. 구 홍콩 총독부의 기구와 공무원은 홍콩 특별행정구 정부로 넘겨졌다. 그리고 주 홍콩 영국군은 철수하고, 중국 본토으로부터 중국 인민해방군 주 홍콩 부대가 주둔하게 되었다.
1842년 아편 전쟁 이후 홍콩은 대영 제국의 영토가 되었다. 2 가지 사건으로 홍콩의 영토가 확장되었는데; 1860년에 가우룽반도, 스톤커터스섬, 그리고 1898년 신제를 99년 대차했다. 1997년의 반환으로 인해 영국은 이 대차의 막을 내렸다. 1984년 《홍콩 반환 협정》으로 양국은 홍콩이 반환될 두가지 조건을 세우고, 중국이 홍콩의 정치, 경제 구조를 일국양제의 조건 안에서 50년 동안 지키기로 약속했다. 홍콩은 중국 최초의 특별행정구가 되었고 마카오도 1999년 똑같은 조건으로 반환되었다.
1997년 홍콩의 650만 인구는 당시 영국의 해외 영토의 인구 97%를 차지하였다. 그리고 홍콩은 영국의 마지막으로 인정받는 식민지였다. 반환식은 찰스 왕세자 및 세계의 방송사들의 참석으로 치러졌다. 홍콩 반환식은 대영 제국의 마지막 끝을 알렸다고 평가된다.

## 결과
- 홍콩 민주화 운동과 홍콩 독립 운동이 일어났지만 실패했다.
- 홍콩 사람들은 영국령이었기에 영국을 가면 영국 시민권을 받는다.[1] 그래서 탈출 루트로 돈 있는 홍콩인들이 몰려 들어와서, 최근 탈출 루트의 탈출 비용이 10배로 올랐다.[1]

## 같이 보기
- 홍콩 총독
- 홍콩 반환 협정